# Epitaph für Felix Rem von Köz

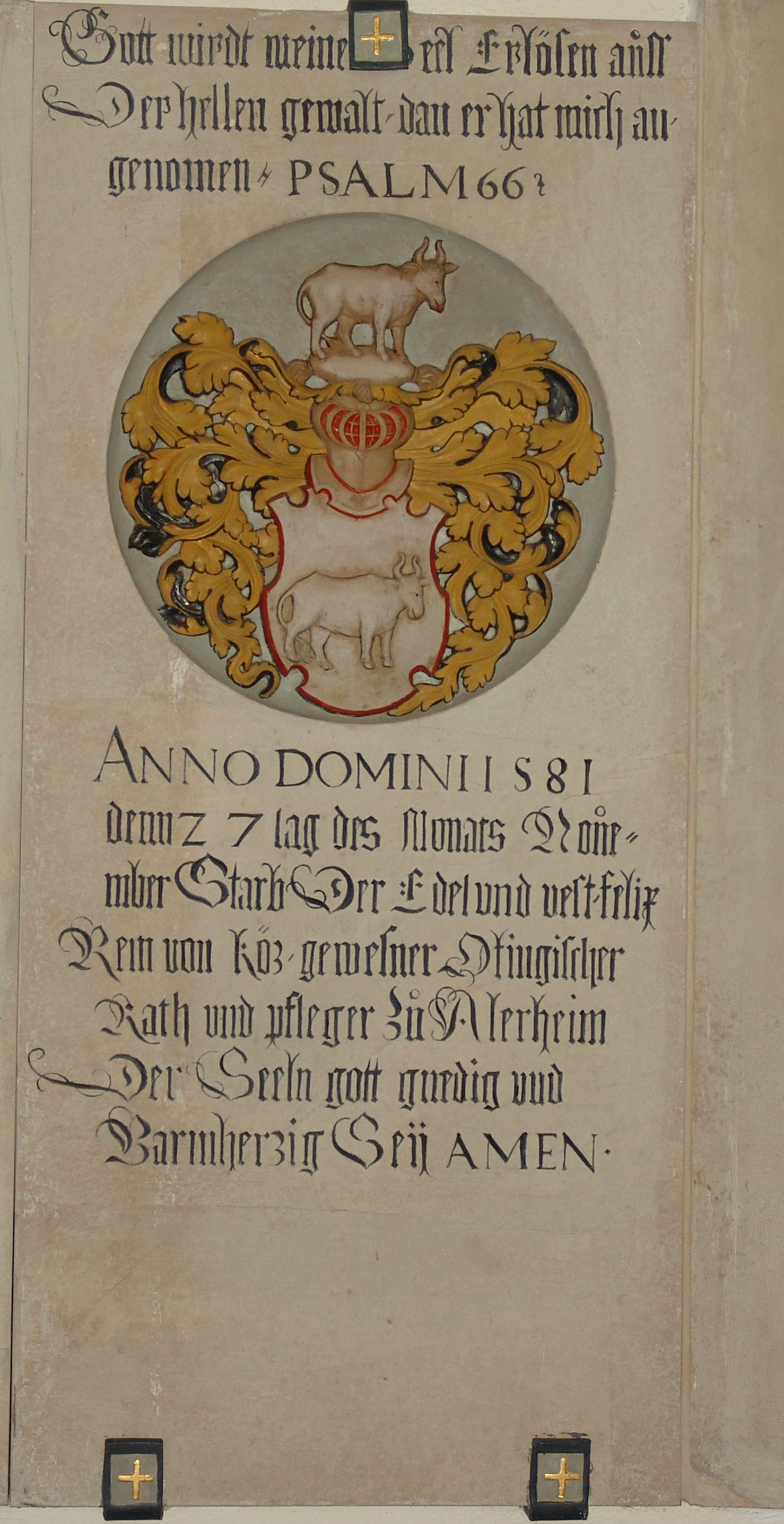
Epitaph für Felix Rem von Köz in Alerheim

Das Epitaph für Felix Rem von Köz befindet sich in der evangelisch-lutherischen Pfarrkirche St. Stephan in Alerheim, einer Gemeinde im schwäbischen Landkreis Donau-Ries in Bayern. Das Epitaph ist ein Teil der als Baudenkmal geschützten Kirchenausstattung.
Das Epitaph für Felix Rem von Köz († 27. November 1581), oettingischer Rat und Pfleger des Oberamts Alerheim, ist 1,53 Meter hoch und 55 cm breit. Es ist aus Solnhofer Stein gearbeitet. 
Im oberen Teil ist das farbig gefasste Familienwappen zu sehen. Darüber steht: „Gott wirdt meine Seel Erlösen auss Der hellen gewalt, dan er hat mich angenommen Psalm 66.“ 

Unter dem Wappen steht folgende Inschrift: 

„Anno Domini 1581 den 27. tag des Monats November Starb Der Edel und vest Felix Rem von Köz gewesner Otingischer Rath und pfleger zu Alerheim. Der Seeln gott gnedig und Barmherzig Seii AMEN.“